# ريكو إلمر
ريكو إلمر هو متسلق جبال تزلج ‏ سويسري، ولد في 23 يوليو 1969 في Elm, Switzerland ‏ في سويسرا.